# Antonín Kubec
Antonín Kubec (21. března 1911, Lukavec – 15. března 1943, Mnichov (okolí)) byl československý voják a příslušník výsadku Bronse.

## Mládí
Narodil se 21. března 1911 v Lukavci u Lovosic. Otec Jan byl stavebním dělníkem, matka Anna, rozená Kubová byla v domácnosti. V Lukavci začal chodit na obecnou školu, kterou dokončil v Kaňku, kam se rodina přestěhovala. V Kutné Hoře a Čáslavi se vyučil řezníkem, v Čáslavi také získal zaměstnání.

## Vojenská služba
Vojenskou službu nastoupil v Terezíně u dělostřeleckého pluku 1. října 1931. Absolvoval poddůstojnickou školu a v dubnu 1933 již v hodnosti desátníka byla schválena žádost o vykonání dobrovolné služby jako délesloužící poddůstojník. 2. října ale z této služby na vlastní žádost odešel.
Rok pracoval jako řezník a poté na podzim 1934 vstoupil do Francouzské cizinecké legie.

## V exilu
Ze závazku v Cizinecké legii byl vyvázán v roce 1940, kdy nastoupil k československému vojsku tvořícímu se ve Francii a byl zařazen ke 2. pěšímu pluku. 7. července 1940 byl z Francie evakuován do Anglie. Zařazen byl do spojovací čety u pěšího praporu. V létě 1941 byl na vlastní žádost zařazen do výcviku pro zvláštní úkoly. Od 25. října do 28. listopadu 1941 prodělal základní výcvik a parakurz, od 1. března do konce srpna 1942 prošel radiotelegrafickým výcvikem, opakovacím parakurzem a praxí na československé Vojenské radiové ústředně (VRÚ).
24. prosince 1942 byl povýšen na četaře. Počátkem ledna 1943 byl zařazen jako spojař do paravýsadku Bronse. V polovině února ještě prodělal pokračovací výcvik v radiotelegrafii a opakovací kurz ve střelbě.

## Nasazení
14. března 1943 byl spolu s ostatními příslušníky výsadku vyslán do akce. Jejich letadlo bylo již 15. března při návratu z nezdařeného výsadku z prostoru nad protektorátem zasaženo nedaleko Mnichova protileteckou palbou. Zahynul v jeho troskách. Pohřben byl téhož dne v Perlacherském lese (Friedhof am Perlacher Forst).

## Po válce
1. prosince 1945 byl jmenován podporučíkem dělostřelectva (s pořadím od 1. října 1945) a zároveň poručíkem dělostřelectva in memoriam.

Česká republika několik let jednala s bavorskou stranou o přemístění ostatků. V dubnu 2025 ředitel odboru pro válečné veterány a válečné hroby ministerstva obrany Robert Speychal oznámil, že v nejbližší době dojde k jejich převozu do ČR.

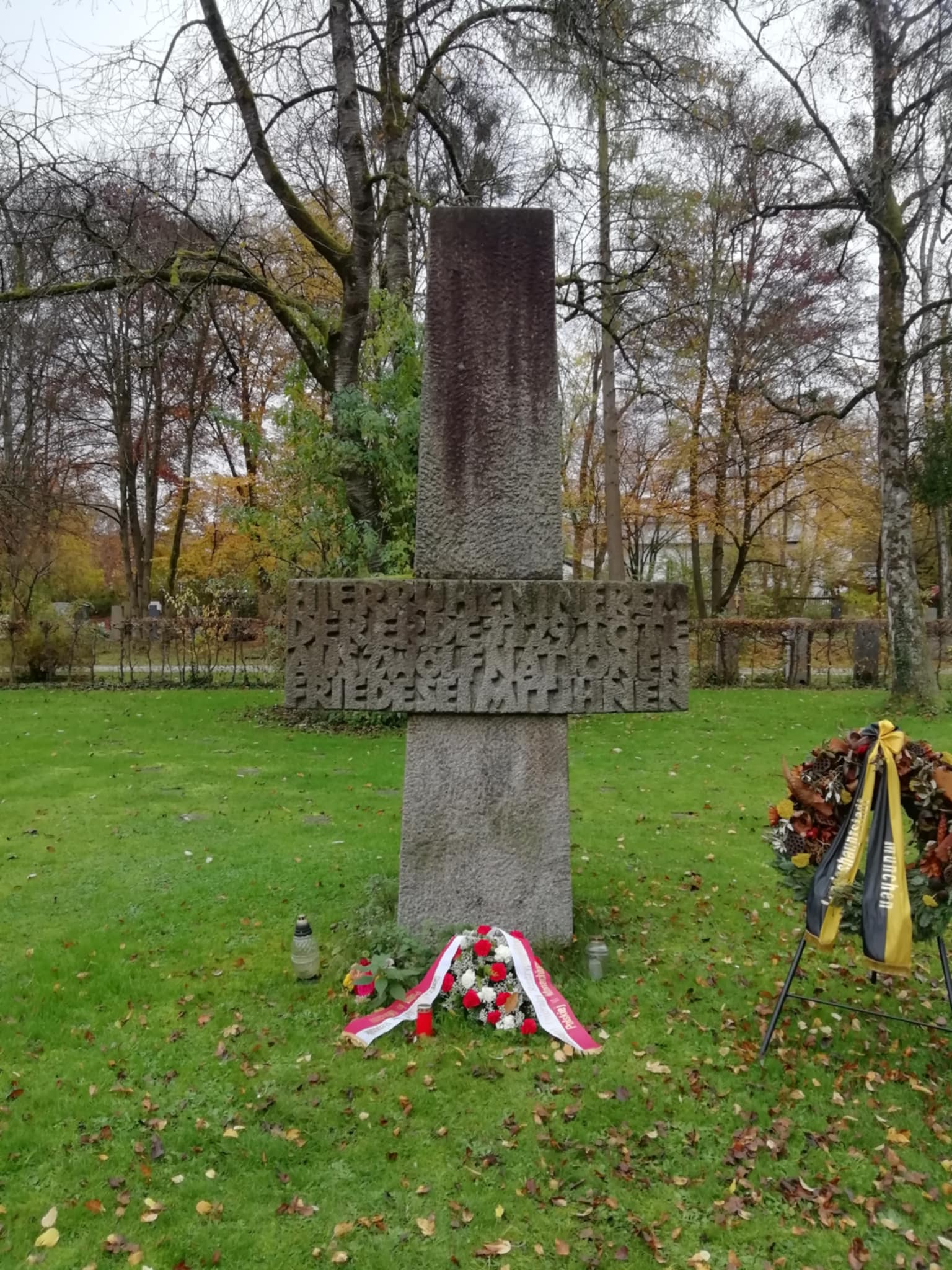
Hřbitov Perlacher Forst, Mnichov
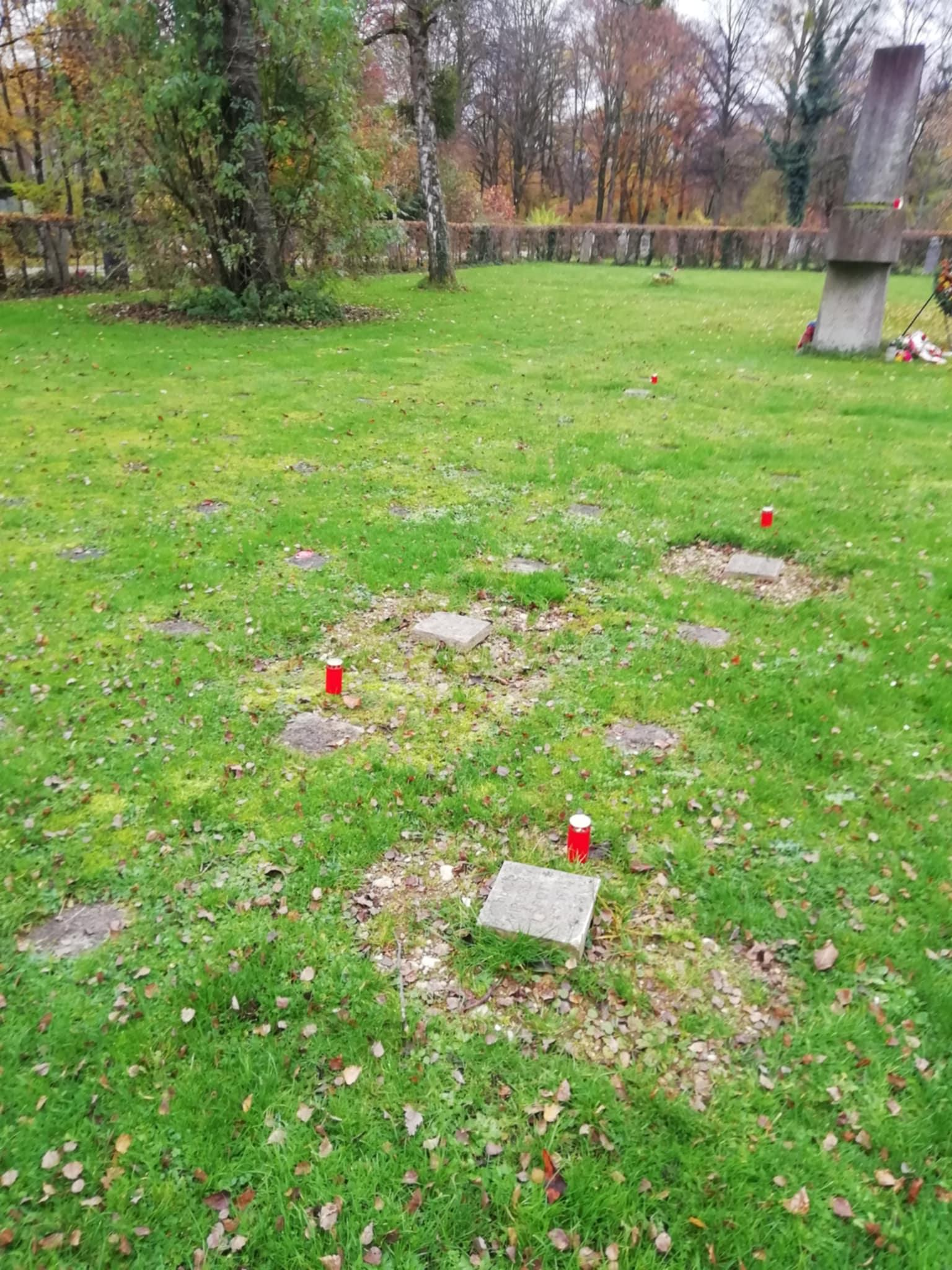
Hroby výsadků Iridium a Bronze, hřbitov Perlacher Forst, Mnichov
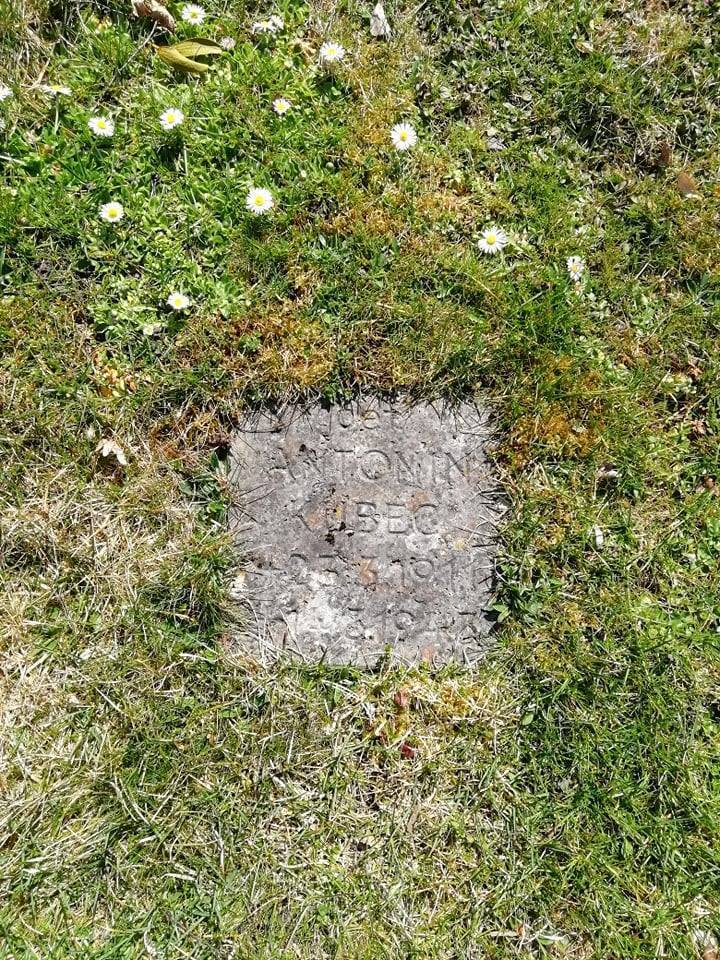
Hrob Antonína Kubce na hřbitově Perlacher Forst, Mnichov

## Vyznamenání
- 1944 –  Pamětní medaile československé armády v zahraničí se štítky Francie a Velká Británie
- 1945 –  Československý válečný kříž 1939